# Aganaspis daci
Aganaspis daci is een vliesvleugelig insect uit de familie van de Figitidae. De wetenschappelijke naam van de soort is voor het eerst geldig gepubliceerd in 1951 door Weld.